# Lessenaar

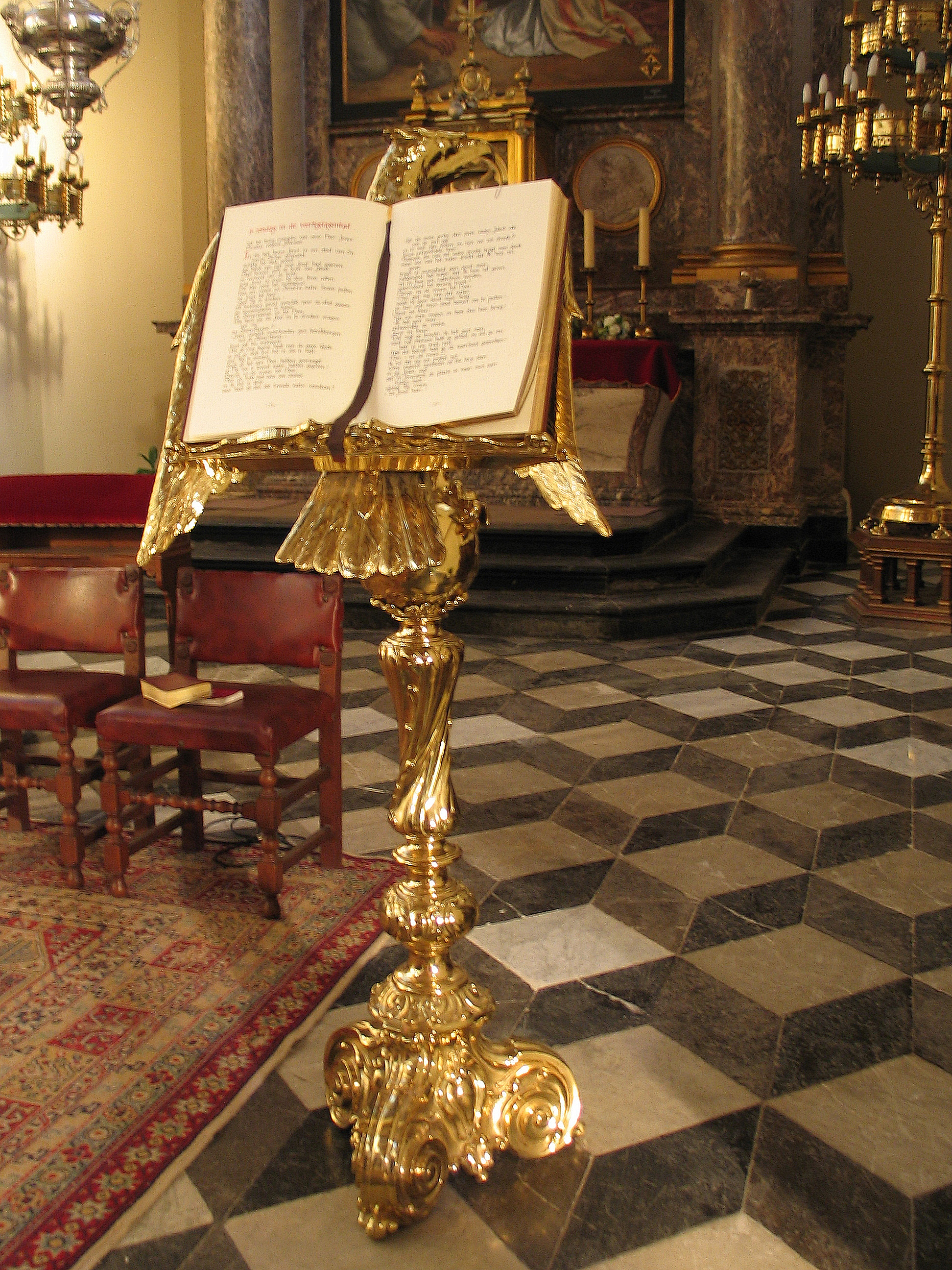
Lezenaar in de Sint-Stephanuskerk te Hoeselt

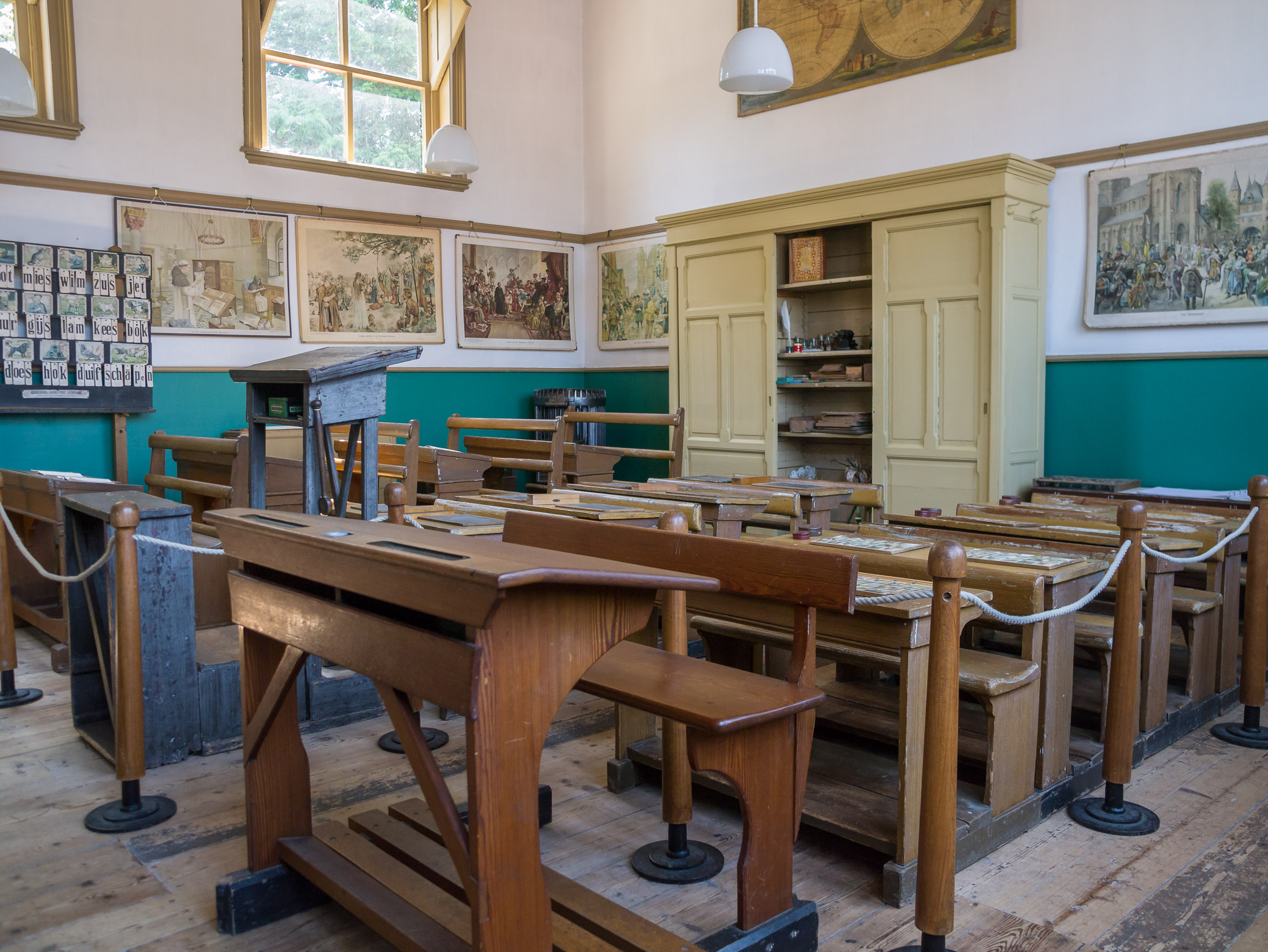
Lessenaar in een Nederlands klaslokaal

Een lessenaar, lezenaar, katheder of ook wel boekstandaard is een standaard waarop een boek of bladtekst kan worden gelegd, zodat men erachter staand kan voorlezen. Het blad van de lessenaar ligt meestal een beetje schuin.
Een moderne lessenaar heeft vaak een leeslamp en een microfoon.
Bevindt een lessenaar zich in een congrescentrum, dan is meestal de naam of het logo van dat centrum op de voorzijde van de lessenaar afgebeeld. Dat heeft een reclamefunctie als een foto van een spreker in de krant verschijnt.
In een kerkinterieur stelt de lessenaar (dan wel lezenaar genoemd) de lezer of de zanger in de gelegenheid staande te zingen, te reciteren of te lezen.
Ook een standaard voor bladmuziek of een muziekboek wordt doorgaans lessenaar genoemd (een muzieklessenaar), ook wel muziekstandaard, net als de plank op piano's waarop bladmuziek kan worden geplaatst. In Vlaanderen en in Nederlands Limburg spreekt men in een muzikale context meestal over een pupiter, naar het Franse woord pupitre.

## Schoolmeubel
In Vlaanderen werd een schoolmeubel, bestaande uit zitting en het blad voor schrijfgerei, ook lessenaar genoemd. In Nederlandse scholen noemt men vooral de verhoogde tafel van de leraar de lessenaar.